# Amy White
Pour les articles homonymes, voir White.
Amy White, née le 20 octobre 1968 à Redondo Beach, est une nageuse américaine.

## Palmarès

### Jeux olympiques
- Los Angeles 1984
  -  Médaille d'argent en 200 m dos[1].